# Поца Баса (Верона)
Поца Баса је насеље у Италији у округу Верона, региону Венето.
Према процени из 2011. у насељу је живело 56 становника. Насеље се налази на надморској висини од 13 м.